# Thuê ngoài
Outsourcing là một thỏa thuận trong đó một công ty thuê một công ty khác để đảm nhiệm một hoạt động đã lên kế hoạch hoặc hiện có mà nếu không sẽ hoặc có thể được thực hiện bên trong công ty, và đôi khi bao gồm chuyển nhượng nhân viên và tài sản từ một công ty sang một công ty khác. Thuật ngữ outsourcing, xuất phát từ cụm từ outside resourcing, ít nhất đã tồn tại từ năm 1981.
Theo The Economist, khái niệm này đã hiện diện từ Thế chiến II", thường liên quan đến việc thuê một công ty khác để chịu trách nhiệm cho một hoạt động kế hoạch hoặc hiện có mà trong trường hợp khác có thể được thực hiện bên trong công ty (ví dụ như xử lý lương, xử lý đòi nợ), chức năng vận hành hoặc không thuộc chuyên môn, chẳng hạn như sản xuất, quản lý cơ sở vật chất, trung tâm hỗ trợ cuộc gọi hoặc trung tâm hỗ trợ khách hàng.

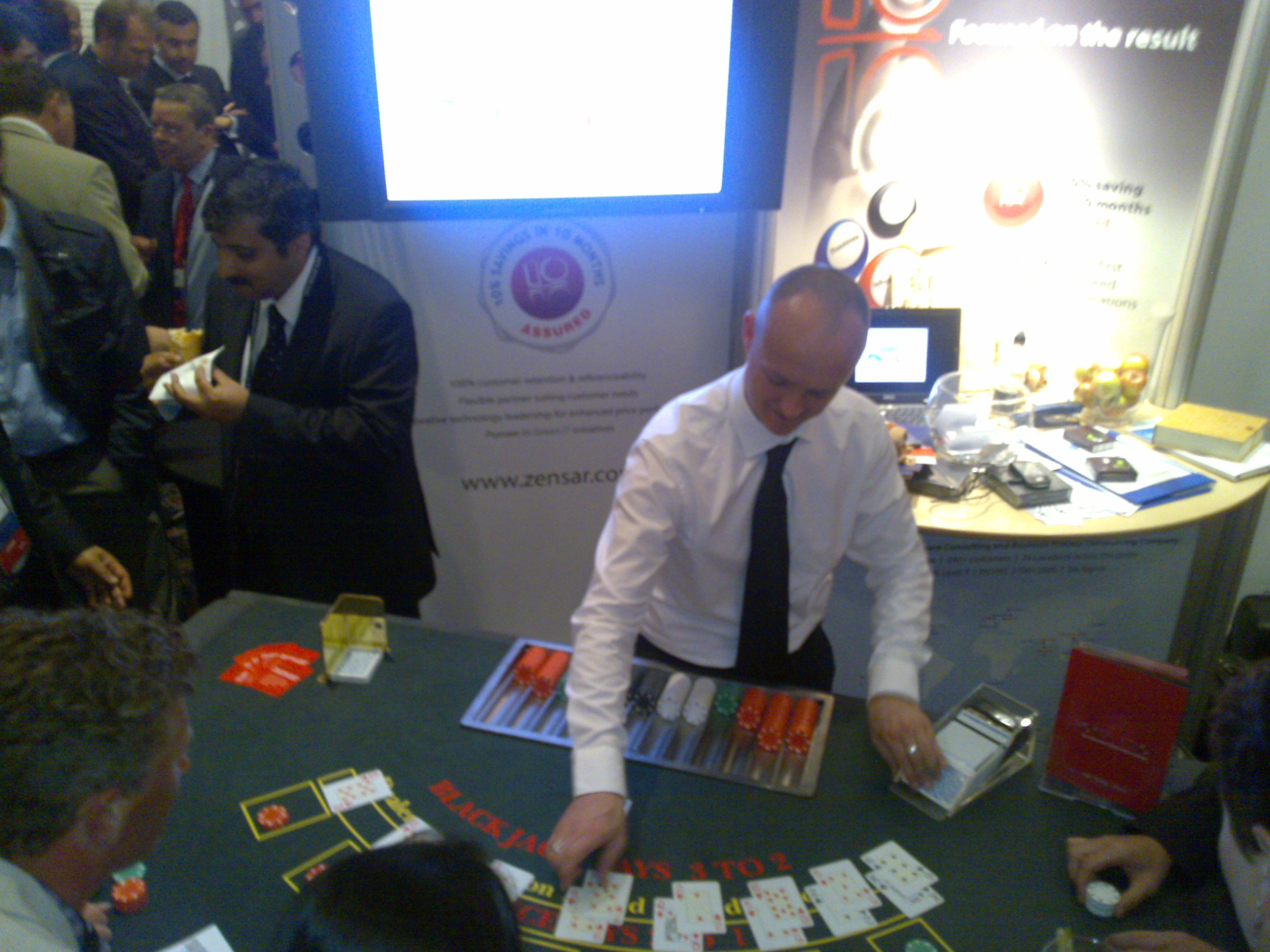
Thể hiện cần đảm bảo những lợi ích của việc outsourcing được thực hiện và tránh những tổn thất tại một hội nghị tại Luân Đôn năm 2009.

Thực hành chuyển giao quản lý các dịch vụ công cộng cho các doanh nghiệp tư nhân (tư nhân hoá), ngay cả khi được thực hiện trên một cơ sở hạn chế và ngắn hạn, cũng có thể được mô tả là outsourcing.
Outsourcing có thể bao gồm cả hợp đồng nước ngoài và trong nước, và đôi khi bao gồm cả việc chuyển nhượng quá trình kinh doanh (relocating a business function) đến một quốc gia xa. hoặc nearshoring (chuyển nhượng một quy trình kinh doanh đến một quốc gia lân cận). Offshoring và outsourcing không phải là đồng thời nhau; một trong hai có thể tồn tại mà không có cái kia. Chúng có thể liên kết (offshore outsourcing), và có thể được thực hiện một cách riêng lẻ hoặc kết hợp, một phần hoặc hoàn toàn đảo ngược, theo các phương pháp được biết đến như reshoring, inshoring và insourcing.

## Thuật ngữ
- Offshoring là việc chuyển hoạt động làm việc đến một quốc gia xa. Nếu nơi làm việc xa là một chi nhánh nước ngoài/sở hữu bởi công ty, thì hoạt động ngoài khơi là một captive,[11] đôi khi được gọi là in-house offshore.[12]
- Offshore outsourcing là thực hành thuê một tổ chức bên ngoài để thực hiện một số chức năng kinh doanh ('outsourcing') ở một quốc gia khác với quốc gia nơi các sản phẩm hoặc dịch vụ được thực hiện, phát triển hoặc sản xuất ('offshore').[13]
- Insourcing là việc đưa các quy trình được xử lý bởi các công ty bên thứ ba vào trong công ty và đôi khi được thực hiện thông qua việc tích hợp dọc theo chuỗi cung ứng.
- Nearshoring đề cập đến việc thuê ngoài cho một quốc gia gần đó. Thông thường nó diễn ra qua biên giới quốc gia.
- Farmshoring đề cập đến việc thuê ngoài cho các công ty tại các vùng nông thôn trong cùng một quốc gia. [14]
- Homeshoring (còn được gọi là Homesourcing) là một hình thức của IT-enabled "chuyển nhượng việc làm trong ngành dịch vụ từ văn phòng đến nhà với các cơ sở cần thiết về điện thoại và Internet".[15] Những vị trí làm việc từ xa này có thể là trực tiếp liên lạc với khách hàng hoặc là back office,[16], và những người làm việc có thể là nhân viên hoặc là nhà thầu độc lập.
- Friendshoring đề cập đến việc phát triển các mạng lưới chuỗi cung ứng với các đồng minh và các quốc gia thân thiện.[17]
- In-housing đề cập đến việc thuê nhân viên[18][19] hoặc sử dụng nhân viên/tài nguyên hiện có để hủy bỏ việc outsourcing.[20][21]
- Một intermediary là một doanh nghiệp cung cấp dịch vụ hợp đồng cho một tổ chức khác trong khi lại thuê dịch vụ đó từ bên ngoài.[22][23]

### Từ viết tắt
Các thuật ngữ sau cũng được gọi bằng từ viết tắt:
- Business process outsourcing (BPO)
- Engineering process outsourcing (EPO)
- Human resource outsourcing (HRO)
- Information technology outsourcing (ITO)
- Knowledge process outsourcing (KPO)
- Legal process outsourcing[24] (LPO)
- Recruitment process outsourcing (RPO)

## Thuê ngoài quy trình kinh doanh
Thuê ngoài quy trình kinh doanh (BPO) là một phần nhỏ của việc thuê ngoài. Nó liên quan đến việc hợp đồng các hoạt động và trách nhiệm của một quy trình kinh doanh cụ thể cho một bên thứ ba, được gọi là nhà cung cấp dịch vụ. Ban đầu, điều này được liên kết với các công ty sản xuất, chẳng hạn như Coca-Cola đã thuê ngoài các phần lớn của chuỗi cung ứng của mình. 
BPO thường được phân loại thành outsourcing back office và outsourcing front office. BPO có thể giúp doanh nghiệp của bạn cạnh tranh và hiệu quả hơn bằng cách sử dụng chuyên môn của các công ty khác đối với các chức năng cụ thể.
BPO có thể là offshore outsourcing, near-shore outsourcing đến một quốc gia gần đó, hoặc onshore outsourcing trong cùng một quốc gia. Dịch vụ kỹ thuật số cho phép (ITES-BPO), outsourcing quy trình tri thức (KPO) và outsourcing quy trình pháp lý (LPO) là một số phân khúc con của BPO.
Mặc dù BPO ban đầu được xem như một công cụ giảm chi phí, nhưng với sự thay đổi (đặc biệt là chuyển sang các hợp đồng dựa trên dịch vụ chứ không phải sản phẩm), các công ty hiện nay lựa chọn outsourcing back-office của họ để tăng tính linh hoạt về thời gian và kiểm soát chất lượng trực tiếp. BPO tăng tính linh hoạt của tổ chức theo nhiều cách khác nhau:
Phí của các nhà cung cấp BPO được tính dựa trên dự án hoặc phí dịch vụ, sử dụng các mô hình kinh doanh như thuê ngoài từ xa hoặc các mô hình phát triển phần mềm và thuê ngoài tương tự. Điều này có thể giúp một công ty trở nên linh hoạt hơn bằng cách chuyển đổi chi phí cố định thành chi phí biến đổi. Cấu trúc chi phí biến đổi giúp công ty phản ứng với các thay đổi về năng lực yêu cầu và không đòi hỏi công ty đầu tư vào tài sản, do đó làm cho công ty trở nên linh hoạt hơn. 
BPO cũng cho phép tập trung vào những năng lực cốt lõi của một công ty. Quản lý chuỗi cung ứng kết hợp hiệu quả với đối tác chuỗi cung ứng và BPO có thể tăng tốc độ của một số quy trình kinh doanh.

### Nhược điểm của BPO
Thậm chí các chiến lược bồi thường hợp đồng khác nhau cũng có thể để lại cho công ty một "điểm thất bại duy nhất" mới (nơi mà thậm chí việc thanh toán sau khi xảy ra sự cố cũng không đủ để bù đắp cho "sự thất bại hoàn toàn của doanh nghiệp khách hàng"). Những vấn đề hợp đồng không rõ ràng không phải là rủi ro duy nhất; còn có các yêu cầu thay đổi và các khoản phí không mong đợi, không đáp ứng mức độ dịch vụ, và sự phụ thuộc vào BPO làm giảm tính linh hoạt. Sự phụ thuộc cuối cùng được gọi là khóa chọn nhà cung cấp; tính linh hoạt có thể bị mất do các điều khoản phạt và các điều khoản hợp đồng khác. Ngoài ra, tiêu chí lựa chọn có thể dường như mơ hồ và không phân biệt được.
Những rủi ro về an ninh có thể phát sinh từ cả góc độ giao tiếp vật lý và quan điểm về quyền riêng tư. Thái độ của nhân viên có thể thay đổi và công ty có nguy cơ mất độc lập.
Do đó, những rủi ro và mối đe dọa của việc outsourcing phải được quản lý để đạt được bất kỳ lợi ích nào. Để quản lý việc outsourcing một cách có cấu trúc, tối đa hóa kết quả tích cực, giảm thiểu rủi ro và tránh bất kỳ mối đe dọa nào, một mô hình quản lý liên tục kinh doanh (BCM) được thiết lập. BCM bao gồm một loạt các bước, để xác định, quản lý và kiểm soát các quy trình kinh doanh đã hoặc có thể được outsourced.
Phương pháp phân tích ưu tiên (AHP) là một khung công việc của BPO tập trung vào việc xác định các hệ thống thông tin có thể nên được outsourcing. L. Willcocks, M. Lacity và G. Fitzgerald đã xác định một số vấn đề hợp đồng mà các công ty phải đối mặt, từ định dạng hợp đồng không rõ ràng đến thiếu hiểu biết về quy trình kỹ thuật IT.

### Áp lực công nghệ
Các nhà phân tích ngành đã xác định phần mềm tự động hóa quy trình robot (RPA) và đặc biệt là RPAAI được cải tiến tự hướng dẫn dựa trên trí tuệ nhân tạo là một mối đe dọa tiềm năng đối với ngành này và đưa ra suy đoán về tác động dài hạn có thể xảy ra. Tuy nhiên, trong thời gian ngắn, có lẽ sẽ không có tác động gì khi các hợp đồng hiện có được thực hiện đến hạn. Chỉ có thể mong đợi nhu cầu về hiệu quả chi phí và sáng tạo sẽ dẫn đến những thay đổi đột phá khi tái ký hợp đồng. Với trung bình thời gian của một hợp đồng BPO là 5 năm trở lên - và nhiều hợp đồng lại có thời gian dài hơn - giả thuyết này sẽ mất một thời gian để thực hiện.
Tuy nhiên, một nghiên cứu của trường Đại học Kinh tế Luân Đôn đã cố gắng bác bỏ 'thuyết âm mưu' rằng RPA sẽ đưa nhiều việc làm trở lại từ nước ngoài. Một lập luận có thể cho rằng công nghệ mới cung cấp cơ hội mới cho chất lượng, độ tin cậy, khả năng mở rộng và kiểm soát chi phí tốt hơn, do đó cho phép các nhà cung cấp BPO cạnh tranh ngày càng nhiều trên mô hình dựa trên kết quả hơn là chỉ cạnh tranh về chi phí. Với cách tiếp cận lõi có thể thay đổi từ mô hình "nhấc và chuyển" dựa trên chi phí cố định sang một mô hình dựa trên chất lượng dịch vụ và kết quả, có thể có cơ hội mới để phát triển ngành BPO với một cách tiếp cận mới.

### Quy mô ngành
Một ước tính về quy mô thị trường BPO toàn cầu từ BPO Services Global Industry Almanac 2017 đưa ra con số khoảng 140 tỷ USD vào năm 2016.
Ấn Độ, Trung Quốc và Philippines là các nước lớn trong ngành. Năm 2017, ngành công nghiệp BPO đã tạo ra doanh thu 30 tỷ USD tại Ấn Độ theo hiệp hội ngành quốc gia. Ngành công nghiệp BPO chỉ chiếm một phần nhỏ trong tổng ngành gia công dịch vụ tại Ấn Độ. Dự kiến lực lượng lao động ngành công nghiệp BPO tại Ấn Độ sẽ giảm 14% vào năm 2021.
Ngành công nghiệp BPO và ngành dịch vụ IT kết hợp có giá trị tổng cộng 154 tỷ USD doanh thu vào năm 2017. Ngành BPO tại Philippines tạo ra 26,7 tỷ USD doanh thu vào năm 2020, trong khi khoảng 700 nghìn việc làm trung bình và cao cấp sẽ được tạo ra vào năm 2022. Trong khi đó, khoảng 700 nghìn việc làm trung bình và cao cấp sẽ được tạo ra vào năm 2022.
Năm 2015, thống kê chính thức đưa ra kích thước của ngành tổng thể outsourcing tại Trung Quốc, bao gồm không chỉ ngành BPO mà còn cả dịch vụ IT outsourcing, là 130,9 tỷ USD.

## Việc thuê ngoài (Outsource) trong lĩnh vực marketing
Thuật ngữ outsource marketing được sử dụng tại Anh để chỉ việc thuê ngoài chức năng tiếp thị. Động lực của việc này có thể là:
- Giảm chi phí[54][55]
- Chuyên môn hóa kiến thức[56]
- Tốc độ thực hiện nhanh
- Bổ sung nhân viên trong thời gian ngắn hạn[57]

Trong khi rất nhiều công việc này là "cốt lõi" của các bộ phận chuyên môn trong các công ty quảng cáo, đôi khi chuyên gia được sử dụng, như khi The Guardian đã tạo ra nhiều thiết kế marketing bằng cách sử dụng dịch vụ bên ngoài vào tháng 5 năm 2010.